# Wir Sind Spitze
Wir Sind Spitze (Duits voor: Wij zijn top of Wij zijn geweldig) is een Limburgse band uit Hulsberg die in 2008 werd opgericht.  
De groep uit het Heuvelland bedient zich voornamelijk van het après-ski-repertoire, waarbij de band schlager- en polkamuziek combineert met andere stijlen, zoals rock en dance. In 2018 en 2019 ontving de groep bij de Nederlandse Party Awards de juryprijs in de categorie Populairste Duitse DJ/Act/Band.
De nummers van Wir Sind Spitze zijn deels door de band zelf geschreven en deels bewerkingen van bekende popnummers. De muziek is meestal Duitstalig, maar de groep zingt ook in het Engels en Limburgs. Behalve in Nederland treedt Wir Sind Spitze ook op in Duitse en Oostenrijkse feesttenten.
Bandleden:
- Peter Ummels (zang en blaasinstrumenten)
- Jos Gijzen (toetsen en blaasinstrumenten)
- Guido Stroeken (gitaar en zang)
- Dave Detillon (drums, zang, tuba, basgitaar)
- Marvin Klinkenberg (Steirische Harmonika, basgitaar en toetsen)

Voormalige bandleden:
- Eric Heijnen (drums) 2008-2020
- Dominique Paats (accordeon), van 2014 tot oktober 2019[6]

## Albums
- Bärenstark (2015)
- Vor Gebrauch Schütteln (2016)